# Лехович, Эдуард
Эдуард Лехо́вич (пол. Edward Lechówicz; 7 [19] октября 1858 или 7 октября 1858 — 7 октября 1938, Варшава) — польский юрист, правовед — директор департамента Президиума Совета Министров Польской Республики.
Польский адвокат. После обретения Польшей независимости в 1918 году, служил в канцелярии Совета Министров. Принимал участие в подготовке текста мирного договора на советско-польских переговорах в Риге в 1920, 1921 годах.
После завершения советско-польской войны, в 1920 и 1921 годах, входил в состав польской полномочной делегации на переговорах по заключению мирного договора c РСФСР, УССР и БССР в Риге.
18 марта 1921 года был одним из представителей Польской Республики, подписавшим Рижский мирный договор.
В середине 1920- х годов служил директором департамента Президиума Совета Министров Польской Республики.
2 мая 1922 года награждён Крестом командора ордена возрождения польского.

## Награды
- Командорский Крест ордена возрождения Польши (1922)[4]

## Статьи и публикaции
- Przegląd polityczny (пол.) // „Słowo Polskie“ : gazeta. — Lwów, 1922. — 6 sierpnia (nr 175). — S. 2.